# 珍妮弗·马丁斯
珍妮弗·马丁斯（英語：Jennifer Martins，1989年1月31日—），加拿大女子赛艇运动员。她曾代表加拿大参加世界赛艇锦标赛，获得一枚银牌和二枚铜牌。她也曾参加2016年和2020年夏季奥林匹克运动会。